# プロトン・プレヴェ
プレヴェ (PREVE) は、プロトンが製造・販売していた自動車である。

## 概要
コードネーム「P3-21A」として開発が行われたCセグメントセダンである。ペルソナとインスピラの中間に位置するが、外寸は全長がインスピラよりも短く、全幅、全高、ホイールベースはいずれもインスピラよりも大きい。トランクスペースは508リットルの容量が確保されている。
車台はイグゾラで使われているプロトン・P2プラットフォームを採用。サスペンションはフロントがマクファーソンストラット、リアがマルチリンク（スタビライザー付き）である。
エクステリアは2010年のクアラルンプール国際モーターショー (KLIMS) に出展されたトゥア (Tuah) コンセプトを基にしており、新しいプロトンのシグネチャーフェイスが与えられている。グリルはプロトン・ウイングスという羽根に見立てたデザインが採用され、ヘッドライトはプロジェクターヘッドランプとLEDで構成されている。なお、トゥアコンセプトのデザインはイタルデザイン・ジウジアーロによって手がけられている。
グレードはエグゼクティブとプレミアムの2種類が設定される。エグゼクティブは1.6L NAの「カンプロIAFM」エンジンを搭載し、最高出力と最大トルクはそれぞれ80kw @ 5,750rpm、150Nm @ 4,000rpmを発揮する。プレミアムは低圧ターボ付き1.6Lの「カンプロCFE」エンジンを搭載し、最高出力と最大トルクはそれぞれ103kw @ 5,000rpm、205 Nm @ 2,000–4,000rpmを発揮する。トランスミッションは、エグゼクティブには5速MTまたはVT2型6速マニュアルモード付きCVTが組み合わせられる。プレミアムにはVT3型7速マニュアルモード付きCVT、通称「プロトロニック」 (ProTronic) が採用され、パドルシフトも付く。
安全面では運転席および助手席エアバッグ、ABS、電子制御ブレーキシステム (EBD) は全車に標準装備される。プレミアムにはサイドエアバッグ、ブレーキアシストとトラクションコントロール、ESC、プッシュスタートイグニッション、クルーズコントロールも標準装備される。
内装面ではメーターパネルにスマートインフォメーションディスプレイが装備され、燃料の平均消費量やバッテリーの状態など様々な情報がわかりやすく表示される。全車にBluetooth、USB、iPod接続付きのCD/MP3プレーヤーが標準装備される。タッチスクリーンGPSナビはプレミアムのみ標準装備となる。また、YTLコーポレーションが提供するYes 4G接続も装備される。
プレヴェはプロトン車で初めて5年（または15万km）保証がつけられる。
- 2012年3月14日、プロトンが開催した自動車イベント「Power of 1」にて偽装状態のまま公開された[2]。また、"Drive it to believe it"のキャッチフレーズでティーザーキャンペーンを開始。同時に予約の受注も開始した[3]。なお、当初は3月17日に正式発表を予定していたが、量産に向けた準備の遅れから延期になっている[4]。
- 2012年4月4日、P3-21Aの車名が「プレヴェ」 (Prevé) となることが正式に発表された[5]。
- 2012年4月16日発表、発売開始。当日までの予約は1,200台に達しており、うち75%がCFE搭載車である[6]。なお、発表会場では併せて特別仕様車の「サファイア」も展示された[7]。

中国市場を除く全世界でセダン市場の慢性的な需要縮小などの理由により、2020年を以って生産終了、並びに販売終了となった。

## 車名
「プレヴェ (PREVE)」は、スペイン語で「保証」を意味する語である。